# Космос-2047
Космос-2047 је један од преко 2400 совјетских вјештачких сателита лансираних у оквиру програма Космос.
Космос-2047 је лансиран са космодрома Плесецк, СССР, 3. октобра 1989. Ракета-носач Сојуз је поставила сателит у орбиту око планете Земље. Маса сателита при лансирању је износила 6600 килограма. Космос-2047 је био осматрачки сателит.